# Brestovany
Brestovany (deutsch (Klein-/Groß-)Brestowan, ungarisch (Alsó-/Felső-)Szil – bis 1898 Beresztovány) ist eine Gemeinde in der Westslowakei.

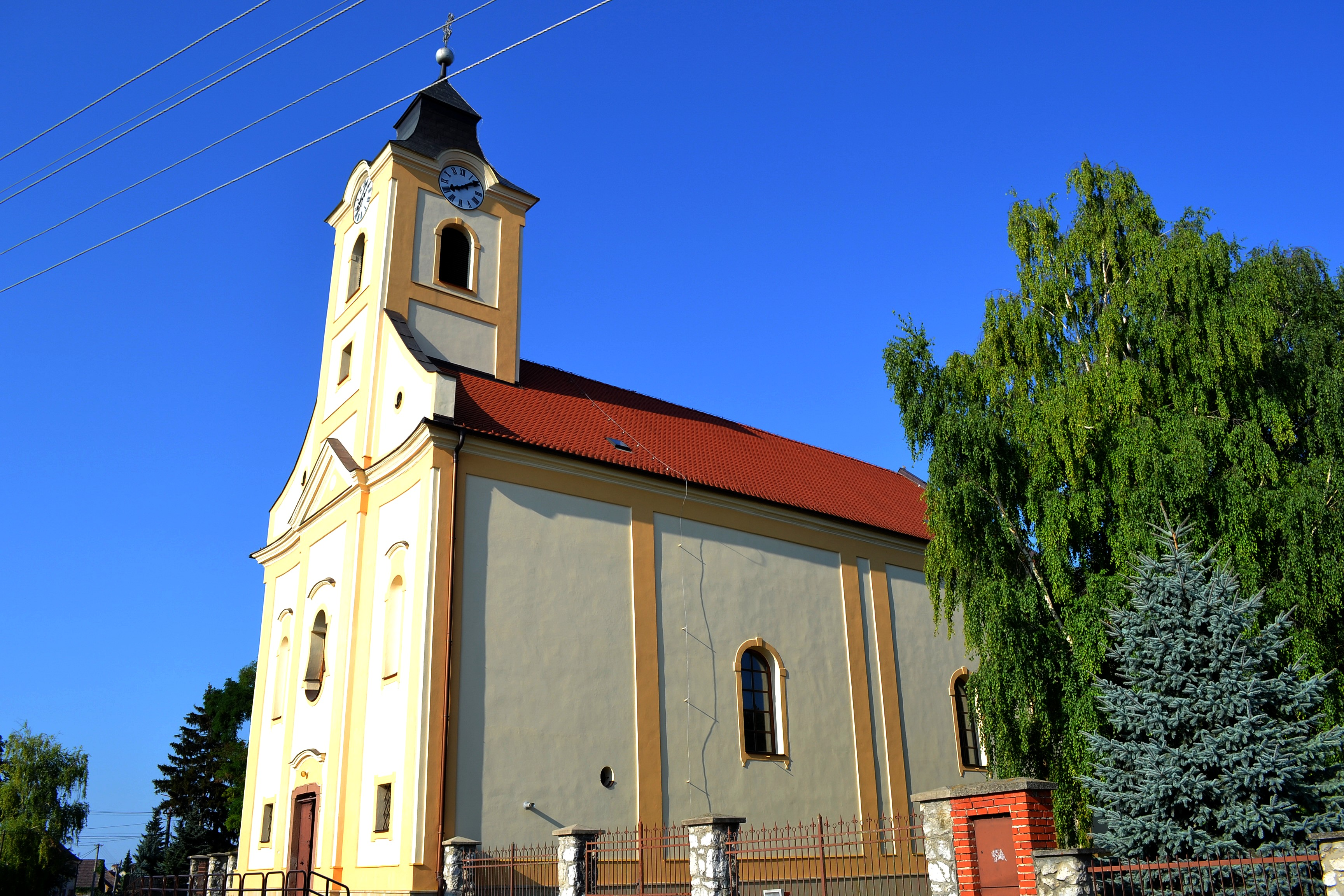
Kirche

## Lage
Die Gemeinde liegt im weitläufigen Tal des Flusses Waag, an der Bahnstrecke Bratislava–Žilina. Sie befindet sich etwa sieben Kilometer von Trnava entfernt.

## Geschichte
Die Gemeinde entstand 1950 durch den Zusammenschluss der bis dahin selbständigen Gemeinden Malé Brestovany und Veľké Brestovany. Die älteste schriftliche Erwähnung der Ortsteile findet sich im Jahr 1113.
1975 wurde auch die Gemeinde Lovčice, welche 1960 durch den Zusammenschluss der Orte Dolné Lovčice und Horné Lovčice entstanden war, eingemeindet. 1990 schied Dolné Lovčice wieder aus der Gemeinde aus und stellt seither wieder eine eigene Gemeinde dar.

## Bevölkerung
| Jahr                | 1994 | 2004    | 2014     | 2024    |
| ------------------- | ---- | ------- | -------- | ------- |
| Anzahl der Personen | 1868 | 2015    | 2554     | 2507    |
| Unterschied         |      | +7,86 % | +26,74 % | −1,84 % |

| Jahr                | 2023 | 2024    |
| ------------------- | ---- | ------- |
| Anzahl der Personen | 2518 | 2507    |
| Unterschied         |      | −0,43 % |